# Веллі (Небраска)
Веллі (англ. Valley) — місто (англ. city) в США, в окрузі Дуглас штату Небраска. Населення — 3037 осіб (2020).

## Географія
Веллі розташоване за координатами 41°19′0″ пн. ш. 96°20′47″ зх. д. / 41.31667° пн. ш. 96.34639° зх. д. (41.316647, -96.346282).  За даними Бюро перепису населення США в 2010 році місто мало площу 9,36 км², з яких 9,21 км² — суходіл та 0,14 км² — водойми.

## Демографія
Згідно з переписом 2010 року, у місті мешкало 1875 осіб у 804 домогосподарствах у складі 489 родин. Густота населення становила 200 осіб/км².  Було 871 помешкання (93/км²).
Расовий склад населення:
| - 95,3 % — білих - 1,3 % — чорних або афроамериканців - 0,5 % — азіатів - 0,4 % — корінних американців - 1,1 % — осіб інших рас |

До двох чи більше рас належало 1,3 %. Частка іспаномовних становила 4,1 % від усіх жителів.
За віковим діапазоном населення розподілялося таким чином: 23,9 % — особи молодші 18 років, 58,3 % — особи у віці 18—64 років, 17,8 % — особи у віці 65 років та старші. Медіана віку мешканця становила 42,3 року. На 100 осіб жіночої статі у місті припадало 91,5 чоловіків;  на 100 жінок у віці від 18 років та старших — 86,0 чоловіків також старших 18 років.
Середній дохід на одне домашнє господарство  становив 62 017 доларів США (медіана — 50 350), а середній дохід на одну сім'ю — 78 588 доларів (медіана — 67 688). За межею бідності перебувало 15,5 % осіб, у тому числі 26,9 % дітей у віці до 18 років та 9,3 % осіб у віці 65 років та старших.
Цивільне працевлаштоване населення становило 948 осіб. Основні галузі зайнятості: освіта, охорона здоров'я та соціальна допомога — 19,6 %, виробництво — 14,1 %, науковці, спеціалісти, менеджери — 11,6 %, будівництво — 11,6 %.